# Solarchemie
Mit Hilfe der Solarenergie können chemische Reaktionen in Gang gesetzt werden. Das können photochemische oder solarthermische Reaktionen sein.

## Photochemische Entgiftung
Da das Sonnenlicht nicht genug UV-Strahlen zur Desinfektion von Abwässern oder Abgasen hat, muss zusätzlich ein geeigneter Katalysator eingesetzt werden. Die Europäische Union fördert Forschungsprojekte die zum Ziel haben derartige Photokatalysatoren zu entwickeln. Man strebt dabei an Singulett-Sauerstoff zu erzeugen, welches ein kurzlebiger, energiereicher Zustand des O2-Moleküls ist. Sauerstoff ist in diesem Zustand ein wirkungsvolles Oxidationsmittel.

## Solarthermische Wasserstoffproduktion
Bei der solarthermischen Wasserstoffproduktion versucht man Wasserstoff für eine mögliche zukünftige Wasserstoffwirtschaft solar herzustellen. Dabei rückt nicht nur die Verwendung von Wasserstoff, sondern auch die Weiterverarbeitung zu Methanol immer mehr ins Blickfeld. Prinzipiell können die Verfahren mit oder ohne Zugabe von fossilen Brennstoffen erfolgen. Es gibt dabei verschiedene Wege, die alle noch nicht marktreif sind und im Vergleich zur Wasserstoffherstellung z. B. aus Erdgas mittels Dampfreformierung wesentlich teurer sind.

### Solare Thermolyse
In Versuchsanlagen ist es gelungen, Wasser (H2O) direkt zu Wasserstoff (H2) und Sauerstoff (O2) aufzuspalten. Da für eine direkte Wasserspaltung, die sogenannte solare Thermolyse, Temperaturen notwendig sind, die mit solarthermischen Anlagen noch nicht erzeugt werden können bzw. deren Handhabung aufgrund der Materialbelastung schwierig zu beherrschen und die Trennung der beiden Produkt-Gase nicht einfach ist, verwendet man oft thermochemische Kreisprozesse.

### Thermochemische Kreisprozesse
In diesem Verfahren erhitzt man ein Metalloxid in einem Reaktor, der direkt durch konzentrierte Einstrahlung erhitzt wird und dabei Sauerstoff abspaltet. Die Reaktion lautet:
{\displaystyle \mathrm {M_{x}O_{y}\longrightarrow x\ M+{\frac {y}{2}}\ O_{2}} }
Leitet man das reduzierte Metall ab und führt Wasserdampf zu, dann oxidiert es und bricht aus dem Wasserdampf den Sauerstoff und der gewünschte Wasserstoff kann eingefangen werden. Für diesen Prozess werden die Paare Zn/ZnO und Fe3O4/FeO favorisiert. Mit diesem Verfahren sind theoretisch Prozesswirkungsgrade von bis zu 40 Prozent möglich.

## Fuel upgrading
Die dritte wichtige Anwendung stellt das Fuel-Upgrading dar. Dabei werden herkömmliche fossile Brennstoffe wie Kohle, Methan und Nebenprodukte der Erdölraffinerie sowie auch Biomasse zu höherwertigem Wasserstoff verarbeitet. Dazu bietet sich das thermische Cracking an:
{\displaystyle \mathrm {C_{x}H_{y}\longrightarrow x\ C+{\frac {y}{2}}\ H_{2}} }
Diese Reaktionen sind stark endotherm. Der verbleibende Kohlenstoff wird nicht in Form von Kohlendioxid in die Umwelt abgegeben. Angewendet auf Methan ergibt diese Reaktion aber einen kleineren Elektrizitätsoutput, als wenn das Methan direkt in einem GuD-Kraftwerk verbrannt werden würde.
Die zweite Methode stellt die solare Dampfreformierung dar.
{\displaystyle \mathrm {C_{x}H_{y}+x\ H_{2}O\longrightarrow x\ CO+\left({\frac {y}{2}}+x\right)\ H_{2}} }
Falls als Ausgangsstoff Kohle gewählt wird, spricht man von solarer Vergasung. Auch diese Reaktionen sind stark endotherm. Die notwendige Wärme wird jedoch nicht wie üblich durch die Verbrennung eines Teils des Brennstoffes erzeugt, sondern durch solare Wärme.
Beispielsweise wird heute 48 % des Wasserstoffs aus Methan hergestellt. Dabei muss etwa 30 % des Methans verbrannt werden, um die endotherme Reaktion anzutreiben. Durch die solare Dampfreformierung wird kein CO2-neutraler Wasserstoff hergestellt, doch wird der CO2-Ausstoß deutlich verringert.